# Ned Zelić
Neđeljko Zelić noto semplicemente come Ned o Nedjeliko Zelić (Sydney, 4 luglio 1971) è un ex calciatore australiano, di ruolo difensore.

## Caratteristiche tecniche
Era un difensore centrale.

## Carriera
Ha militato anche in società europee come il Borussia Dortmund oltre a vestire la maglia della propria nazionale.

## Palmarès

### Club

#### Competizioni nazionali
- Campionato tedesco: 1

Borussia Dortmund: 1994-1995
- Coppa Yamazaki Nabisco: 1

Urawa Red Diamonds: 2003
- Erste Liga: 1

Wacker Tirol: 2004-2005
- Campionato georgiano: 1

Dinamo Tblisi: 2007-2008

#### Nazionale
- Coppa d'Oceania: 1

1996